# Ноћна школа - Расцеп
Ноћна школа - Расцеп (енгл. Night school - Split) је роман енглеске књижевнице К. Џ. Доерти (енгл. CJ Daugherty). Српско издање је објавила издавачка кућа Лагуна из Београда 30. априла 2015. године.

## О ауторки
К. Џ. Доерти је бивша криминалистичка репортерка и државни службеник, имала је двадесет две године када је први пут видела леш који ју је подстакао на размишљање и мотивисао да се бави писањем. Серијал Ноћна школа је почела да пише док је радила као консултант за комуникације у Министарству унутрашњих послова. Серијал за тинејџере је објавила издавачка кућа енгл. Little, Brown and Company и продат је у више од милион и по примерака широм света. Истоимена серија инспирисана њеним књигама је имала више од милион прегледа. Касније је написала серијал енгл. The Echo Killing који је објавио енгл. St. Martin's Press, као и Број 10. Коауторка је научно–фантастичног серијала Тајна ватра, са француском ауторком Карином Розенфелдом. Доертине књиге су преведене на 25 језика и биле су бестселери у више земаља. Данас живи на југу Енглеске са супругом, режисером номинованим за награду БАФТА, Џеком Џуерсом и кућним љубимцем.

## О књизи
Књига Ноћна школа - Расцеп прати опасност која прети „Академији Симерија” чији су стамбени зидови вековима штитили децу британске елите. Сада полако пуцају, а ако се они сруше Ели Шеридан зна да ништа неће моћи да је спасе. Опасно тајно друштво које управља не само школом већ и владом, медијима и корпорацијама се окреће само против себе. Елина бака још увек држи моћ у својим рукама, али сви мисле да време њене владавине истиче. Следећи наследник је Натанијел који је убио Елине другарице, ако он преузме власт, све је изгубљено. Бесна и успаничена, Ели одбацује све који је окружују, жељна је освете и правде.